# 吴家淦
吴家淦，中华人民共和国政治人物、外交官。
1984年，接替王泽，担任中华人民共和国驻瑞典大使。1992年，接替祝幼琬，担任中华人民共和国驻希腊大使。1996年，由杨广胜接任。